# カルロス・サンチェス (1984年生のサッカー選手)
カルロス・アンドレス・サンチェス・アルコサ（Carlos Andrés Sánchez Arcosa、1984年12月2日 - ）は、ウルグアイ・モンテビデオ出身のサッカー選手。元ウルグアイ代表。CAペニャロール所属。ポジションはミッドフィールダー。
異父弟のニコラス・デ・ラ・クルスもサッカー選手。

## 経歴

### クラブ
2011年、アルゼンチンのCAリーベル・プレートへ完全移籍した。
2015年11月14日、メキシコ・プリメーラ・ディビシオンのCFモンテレイへ完全移籍することを発表した。
2018年7月24日、サントスFCと3年契約を結んだことが発表された。
2023年1月4日、CAペニャロールと1年契約を結んだ。

### 代表
2014年にウルグアイ代表に招集され、同年11月13日に行われたコスタリカ代表戦でデビュー。2015年にチリで開催されたコパ・アメリカ2015では代表メンバー入りし4試合に出場すると、2016年にアメリカ合衆国で開催されたコパ・アメリカ・センテナリオでも代表メンバー入りをした。
2017年3月28日の2018 FIFAワールドカップ・南米予選ペルー戦で代表初得点を挙げた。

## 代表歴

### 出場大会
- ウルグアイ代表
  - 2018 FIFAワールドカップ

### 試合数
- 国際Aマッチ 38試合 1得点（2014年-2018年）[8]

| ウルグアイ代表 | 国際Aマッチ | 国際Aマッチ |
| 年             | 出場        | 得点        |
| -------------- | ----------- | ----------- |
| 2014           | 2           | 0           |
| 2015           | 12          | 0           |
| 2016           | 12          | 0           |
| 2017           | 7           | 1           |
| 2018           | 5           | 0           |
| 通算           | 38          | 1           |